# Красовский, Николай Иванович (Георгиевский кавалер)
Красовский Николай Иванович (28 мая 1826, Херсонская губерния — 9 апреля 1875, Севастополь, Таврическая губерния) — офицер Российского императорского флота, участник Синопского сражения, Крымской войны, Обороны Севастополя, Георгиевский кавалер, капитан 1 ранга.
Русский художник-маринист и баталист, почётный вольный общник Императорской Академии художеств.

## Биография
Николай Иванович Красовский родился 16 мая 1826 года (по другим данным 9 мая 1827 года) в семье офицера. Происходил из дворян Херсонской губернии. Получил домашнее образование.
24 марта 1841 года поступил на службу гардемарином на Черноморский флот. 1 февраля 1844 года произведён в юнкеры с переводом на Балтийский флот. 15 апреля 1845 года был произведен в прапорщики 13-го ластового экипажа, в 1846 году переименован в мичманы. В период с 1845 по 1849 год находился в плаваниях в Балтийском море на бриге «Агамемнон», тендере «Лебедь», линейном корабле «Иезекииль». В 1849 году переведён на Черноморский флот.
В 1850—1853 годах на транспортах «Рион» и «Соча», линейном корабле «Селафаил» и шхуне «Ласточка» крейсировал у восточного берега Чёрного моря. 30 марта 1852 года произведён в лейтенанты. 18 ноября 1853 года на пароходофрегате «Крым» принял участие в Синопском сражении, а после сражения — в буксировке линейного корабля «Императрица Мария» в Севастополь.  Был представлен к Монаршему благоволению «за точное исполнение возложенных на него обязанностей»и награждён годовым окладом жалования.
В 1854 году на фрегате «Мидия» был в кампании на севастопольском рейде.

### Участие в Крымской войне
С 13 сентября 1854 года лейтенант 29-го флотского экипажа Красовский состоял в гарнизоне Севастополя на 4-м отделении оборонительной линии. Командовал батареей № 19 (получила название «батарея Красовского»), расположенной на оборонительной стенке между 2-м бастионом и Малаховым курганом.

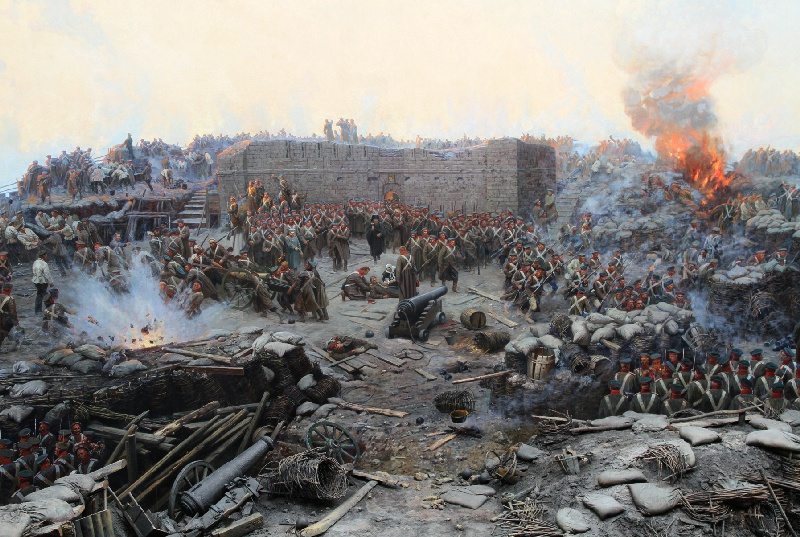
Оборона Севастополя (Франц Рубо)

За участие в отражении первой бомбардировки Севастополя 5 октября 1854 года был награжден орденом Святой Анны 3-й степени с мечами. Во время 2-й бомбардировки, 28 марта 1855 года был контужен осколком неприятельской бомбы в грудь, а 31 марта — в голову. Лечился в Севастопольском морском госпитале (головные боли и глухота сопровождали его всю оставшуюся жизнь), в мае отправлен в Николаев и после участия в обороне города не принимал. Был награжден орденом Святого Владимира 4-й степени с мечами «за героизм при 2-й бомбардировке».
В 1856—1857 годах командовал бомбардирской брандвахтенной лодкой № 24 на севастопольском рейде. 18 декабря 1857 года император Александр II подписал Высочайший Указ о награждении лейтенанта Николая Красовского орденом Святого Георгия 4-й степени (№ 10098) в «награду отличного мужества и самопожертвования», проявленных им при спасении от пожара порохового погреба: «Когда неприятельская мортирная бомба упала в пороховой погреб и, пройдя сквозь верхний ряд бревен, разрешилась [взорвалась] на последнем, и когда в образовавшиеся сквозные щели густыми клубами входил дым и наполнял погреб, а кусок горючего состава между бревен оставался неугасаем, тогда лейтенант Красовский, находясь в погребе, презрев очевидную опасность, бросился к месту пожара, подставляя под опасное отверстие распущенную на руках его матросскую койку, а между тем, по его распоряжению принесена была вода, дабы лить ее сверху в отверстие для тушения пожара, чем и отвращено было неминуемое несчастье». Орден был вручён 20 декабря 1857 года.
12 февраля 1859 года переведён в 29-й флотский экипаж, через год зачислен в резерв флота. 8 декабря 1862 года вновь поступил на действительную службу с прикомандированием к Морскому кадетскому корпусу «на правах раненых». 18 февраля 1863 года произведён в капитан-лейтенанты. В 1866 году награждён крестом «За службу на Кавказе». В 1867 году причислен к Черноморскому флотскому экипажу. 1 января 1871 года произведён в капитаны 2 ранга, 1 января 1875 года — в капитаны 1 ранга.
Умер 27 марта 1875 года. Похоронен на Братском кладбище на Северной стороне города. Могила сохранились до наших дней.  Объект культурного наследия народов РФ регионального значения. Рег. № 921711305930005 (ЕГРОКН) Надпись на лицевой стороне пьедестала: «Капитан 1-го ранга Николай Иванович Красовский. Родился 9-го мая 1827 г. умер 27 марта 1875 г.», на обратной стороне пьедестала: «почетный вольный общник Академии художеств».

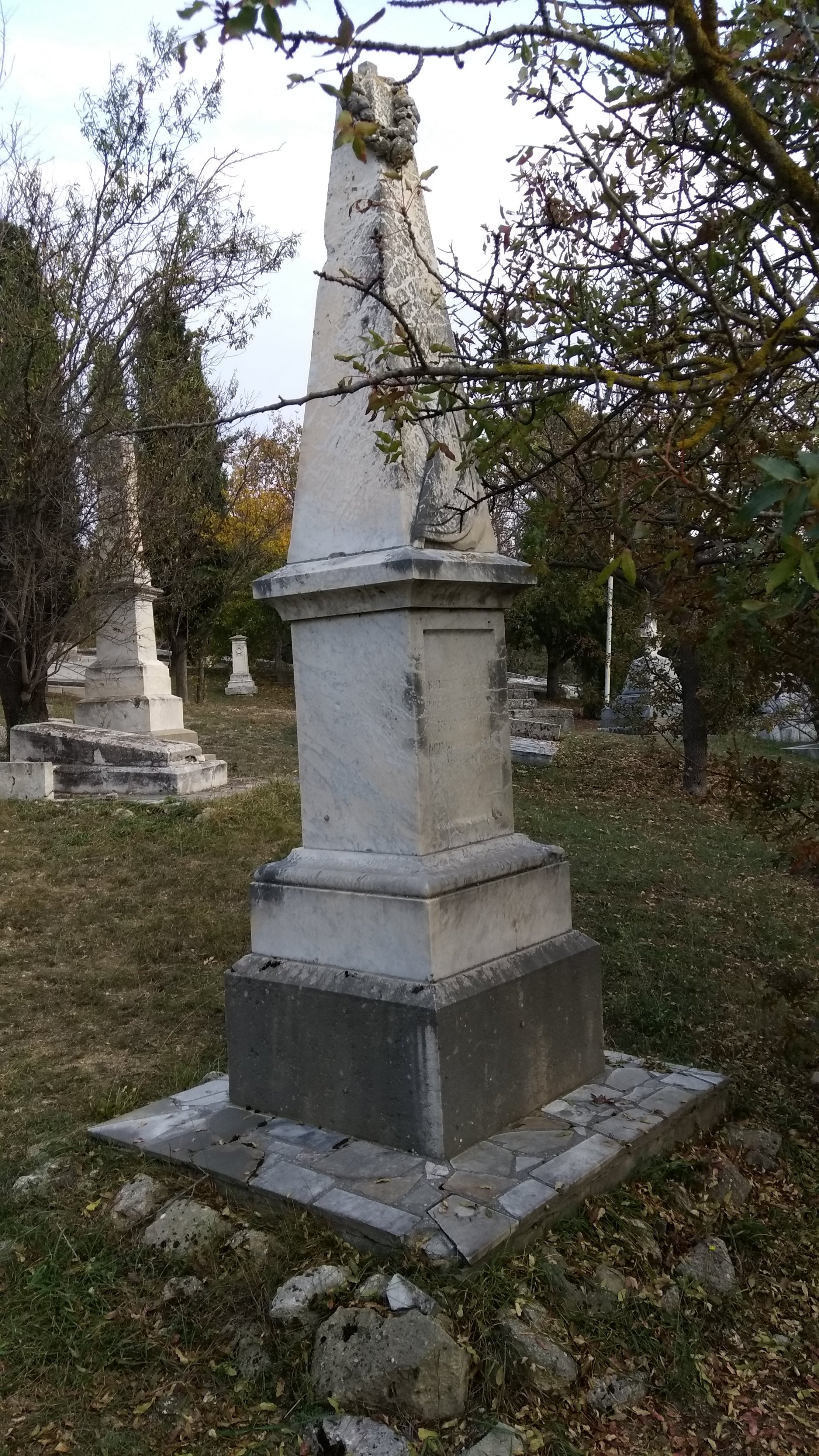
Могила капитана 1 ранга Н. И. Красовского на Братском кладбище, ОКН регионального значения
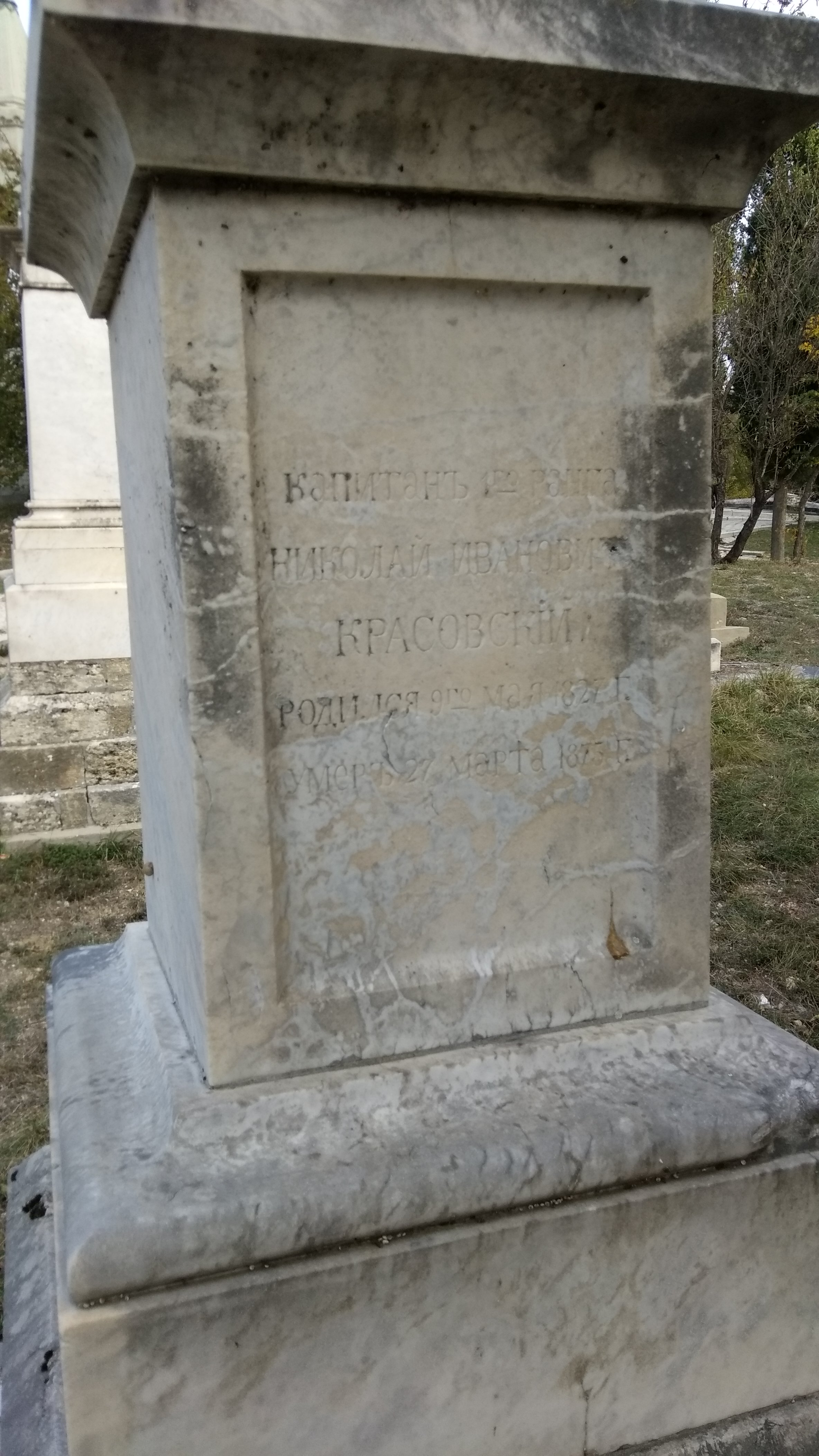
Мемориальная табличка

### Живописец-маринист, баталист
В 1849 году, во время прохождения службы на Балтийском флоте, Красовский поступил учеником в Санкт-Петербургскую Императорскую Академию художеств (ИАХ) и в течение шести месяцев посещал вечерние классы В. К. Шебуева и копировал пейзажи французского художника К. Ж. Верне под руководством М. Н. Воробьева. Из-за перевода на Черноморский флот прекратил занятия, но продолжал самостоятельно изучать натуру, пользуясь советами известных художников.
В 1859 году благодаря покровительству Великого князя Константина Николаевича отправился на три года в Италию и Францию для «художественного образования». Вернувшись в Россию представил в 1863 году Константину Николаевичу свои работы «Переселение татар», «Переправа на Дунае», «Морское сражение в Синопе» и «Ореандский каскад». Красовский являлся учредителем и почтенным членом Общества изящных искусств в Одессе, где находилась часть его работ. 26 мая 1867 года получил звание почетного вольного общника ИАХ за представленные им десять картин: виды Италии, виды реки Дуная, «Буря на море», «Возвращение адмирала Нахимова в Севастополь на адмиральском корабле после Синопского сражения». В 1869 году Красовский вновь обратился с просьбою в ИАХ о присуждении ему нового академического звания и представил список, состоявший из 13 картин, созданных им в 1867—1868 года, но получил отказ на свою просьбу.
Произведения Н. И. Красовского представлены в Центральном военно-морском музее в Санкт-Петербурге и Музее Черноморского флота в Севастополе.

## Память
Имя Николая Ивановича Красовского увековечено на мраморной плите в верхней церкви собора Святого Равноапостольного князя Владимира, где нанесены имена 72 офицеров Морского ведомства, кавалеров ордена Святого Георгия с доблестью защищавших Отечество в период Крымской войны 1853—1856 годов.